# Grab des Königs Wang Geon

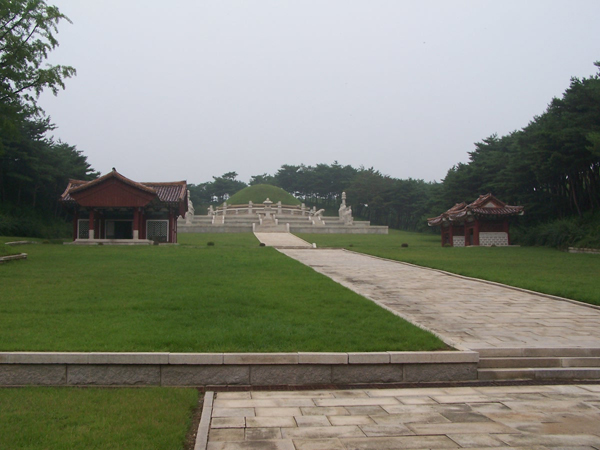
Grab des Königs Wang Geon

Das Grab des Königs Wang Geon, auch Hyŏllŭng/Hyeolleung (현릉/顯陵) genannt, ist ein Hügelgrab in der Nähe der Stadt Kaesŏng in Nordkorea für Wang Geon (877–943), den ersten König und Gründer des Königreichs Goryeo und der Goryeo-Dynastie. Es ist als Nummer 179 in der Liste der Nationalschätze von Nordkorea eingetragen und Bestandteil der Welterbestätte Historische Monumente und Stätten von Kaesŏng.

## Lage
Die Grabanlage liegt in Haeson-ri im Landkreis Kaep’ung-gun, der westlich an die Stadt Kaesŏng angrenzt, in der Provinz Hwanghae-pukto. Sie liegt etwa 3 Kilometer westlich des alten Königspalastes Manwoldae am Südhang des Bergs Mansu. In der Nähe des Grabs des Königs Wang Geong liegen zwei Cluster mit weiteren Grabanlagen aus der Zeit des Königreichs Goryeo: der Sieben-Gräber-Cluster und der Myongrung-Cluster. Etwa 3 km weiter westlich liegt das Grab des Königs Gongmin.

## Geschichte
Wang Geon war von 918 bis zu seinem Tod 943 König des von ihm gegründeten Königreichs Goryeo. Nach seinem Tod bekam er den Ehrennamen „Taejo“ (großer Gründer). Die Grabstätte für den König wurde etwa einen Monat nach seinem Tod errichtet. Da der König als Gründer des Reiches eine göttliche Rolle spielte, wurden seine sterblichen Überreste bei Invasionen in den Jahren 1010, 1018, 1217 und 1231 in Sicherheit gebracht, während die übrigen Könige in ihren Gräbern belassen wurden.
Unter der auf die Goryeo-Dynastie folgende Joseon-Dynastie, deren Gründer ebenfalls postum die Ehrenbezeichnung „Taejo“ bekam, wurde die Grabstätte weiter gepflegt und mehrmals restauriert. Während der japanischen Herrschaft in Korea wurde sie dagegen vernachlässigt, verfiel und erlitt illegale Ausgrabungen. Von 1967 bis 1979 wurden einige der Nebengebäude der Grabstätte restauriert. Das Archäologische Institut der Akademie für Sozialwissenschaften führte 1992 eine offizielle Ausgrabung durch. Dabei wurden die Struktur der Grabkammer und die Wandmalereien untersucht. Unter den entdeckten Gegenständen befand sich eine goldene Plastik von König Wang Geong. 1994 wurde der Grabhügel vergrößert, und die das Grab umgebenden Steinstrukturen und der Schrein für die Gedenkfeiern wurden restauriert. Die Grabkammer und die Wandmalereien waren so gut erhalten, dass keine Arbeiten erforderlich waren. Es wurden lediglich die Wandmalereien durch Glas geschützt.

## Beschreibung

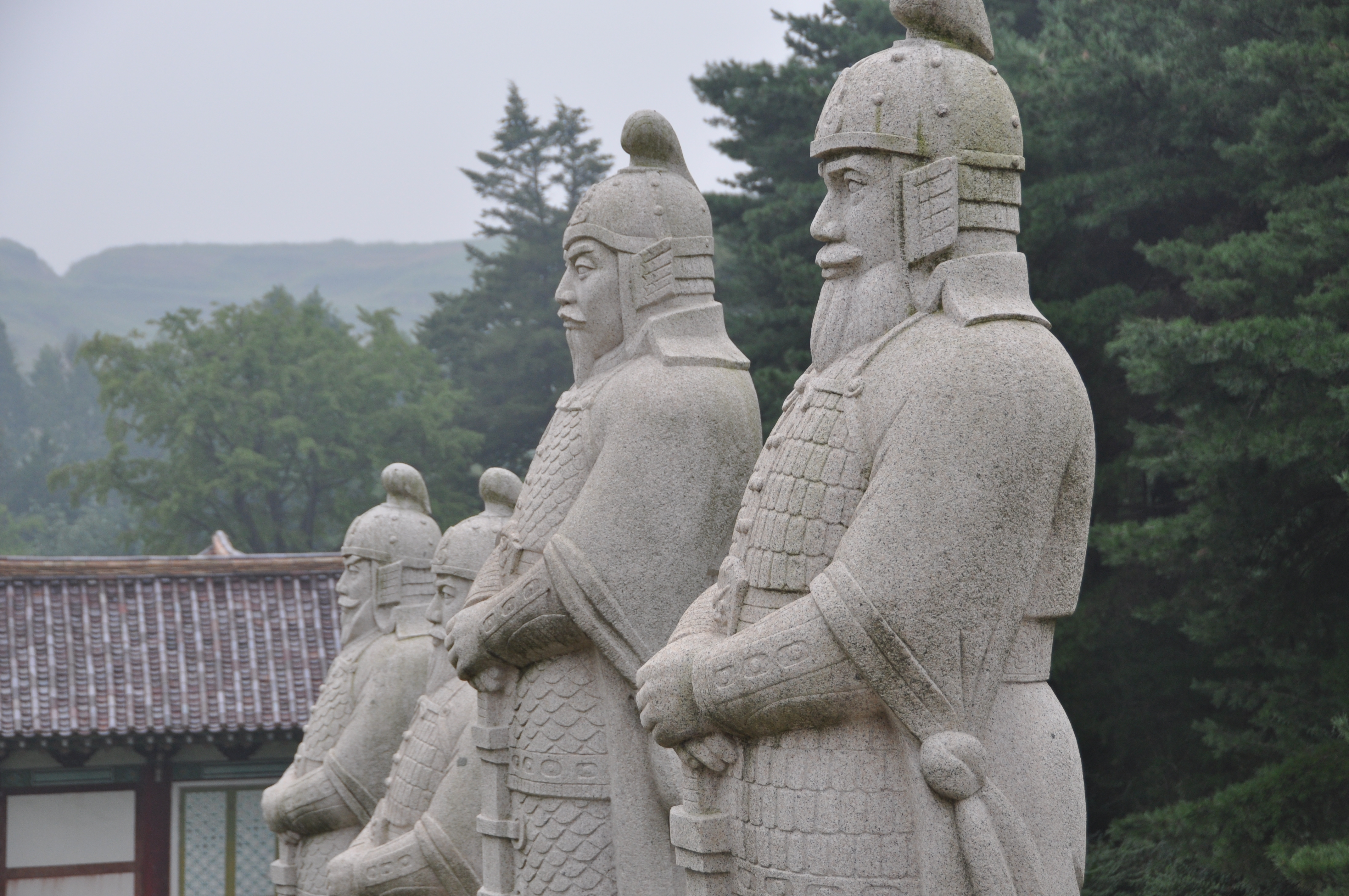
Statuen am Grab

Die Grabanlage ist etwa 140 Meter lang und etwa 50 Meter breit. Das Gelände ist von Wald umgeben, der sich den Berghang hinaufzieht.
Von einem Torhaus führt ein gerader Weg zu einer Terrasse, auf der links ein T-förmiger Schrein für Zeremonien und rechts zwei kleinere Pavillons mit Stelen stehen. Treppen führen über drei weitere Terrassen zum Grabhügel. An den Seiten der beiden unteren Terrassen stehen große Steinfiguren von Zivil- und Militärbeamten. Vor der zur obersten Terrasse führenden Treppe steht eine Steinlaterne.
Der Grabhügel auf der obersten Terrasse ist ein etwa 8 Meter hoher grasbewachsener Erdhügel mit etwa 20 Metern Durchmesser. Seitlich ist er von 12 Steinplatten mit Reliefdarstellungen der Zodiak-Symbole gefasst. Umgeben ist er von einem ebenfalls zwölfeckigen steinernen Geländer. Vier steinerne Tigerfiguren stehen um das Grab herum. Vor dem Grabhügel steht ein steinerner Tisch, seitlich davon je eine Steinsäule.
Die unter dem Grabhügel liegende Grabkammer ist 3,18 × 3,45 Meter groß und 2,20 Meter hoch. Die Decke wird von einer einzigen Steinplatte gebildet. Die Wände sind mit Kalk verputzt und bemalt: auf der Ostseite mit einem blauen Drachen, einem Aprikosenbaum und einem Bambus, auf der Westseite mit einem weißen Drachen, einem Kieferbaum und einem Aprikosenbaum, und auf der Nordseite, weniger gut erhalten, mit einer Schlange und einer Schildkröte. Der Eingang, zu dem ein um mehrere Ecken gehender Gang führt, liegt auf der Südseite der Grabkammer.

## Weltkulturerbe
Das Grab des Königs Wang Geon wurde 2013 aufgrund eines Beschlusses der 37. Sitzung des Welterbekomitees als Bestandteil der Welterbestätte Historische Monumente und Stätten von Kaesŏng  in das Weltkulturerbe aufgenommen. Das die Grabstätte umgebende Schutzgebiet hat eine Fläche von 214,6 Hektar. Außer dem Grab des Königs Wang Geon liegen in ihm zehn weitere Hügelgräber: sieben im Sieben-Gräber-Cluster (12.–14. Jh., Standort) und drei im Myongrung-Cluster (Mitte 14. Jh., Standort).